# Аруба на Чемпіонаті світу з легкої атлетики 2017
Аруба на Чемпіонаті світу з легкої атлетики 2017, що проходив з 4 по 13 серпня 2017 року в Лондоні (Велика Британія) була представлена 1 спортсменом.

## Результати

### Чоловіки
Технічні дисципліни
| Спортсмен    | Дисципліна        | Кваліфікація | Кваліфікація | Фінал           | Фінал           |
| Спортсмен    | Дисципліна        | Результат    | Місце        | Результат       | Місце           |
| ------------ | ----------------- | ------------ | ------------ | --------------- | --------------- |
| Квінсі Брілл | Стрибки у довжину | 6.90         | 31           | Завершив виступ | Завершив виступ |